# Melagramma
Melagramma é um gênero de traça pertencente à família Arctiidae.